# 三十六神七十二相
三十六神七十二相是对壮族师公神的总称，其实数量比这更多。各地师公神也各有差别，下面以象州县师公为例。

## 三十六神
| 唐道扬 葛定应 周护正 土地 灶王 社王 | 雷王 赵帅 邓帅 马帅 辛帅 中央关帅 | 甘王(扶应) 甘陆将军 甘七部圣官 甘八部篆官 甘五娘 侍郎 | 梁侯 吴侯 韦察院 司徒公 巡河公 三界公 | 冯泅公 北府将军 白马仙娘 通天圣帝 莫一大王 三祖家仙 | 五谷灵娘 鲁班先师 五海(龙神) 农婆(歌仙) 上楼(花婆) 中楼(花婆) 下楼(花婆) |

### 七十二相
| 张天师 李天师 左真人 右真人 狱主灵王 都督 陈六 陈养 九吾(鬼王) 五通王官 五道 年公曹 | 月公曹 日公曹 时公曹 何雷明保 泅州 通保 雷电 雨师 雷声 引光 南方天真 西方天李 | 北方天楼 中央天录 黑帝 天成 花林 洪州 观音 孤独 威德 上元天官 中元地官 下元水官 | 五官 冯远 冯雨 冯咬 冯累 都长 老奶 韦明天 甘奏 金轮 银轮 南极仙翁 | 日宫 月宫 神霄 地藏王 伏蓑 孙千岁 律令 九天应元 玉皇 蛮雷 大王 策神 | 监尉 东王 小帝猛将 释迦文佛 彌勒佛 |